# Mistrovství Evropy v plaveckých sportech 1991
Mistrovství Evropy v plaveckých sportech za rok 1991 proběhlo v Athénách, Řecko ve dnech 17. až 25. srpna 1991.
Soutěže
- Plavání
- Skoky do vody
- Umělecké plavání
- Vodní pólo